# Hoffmann und Campe

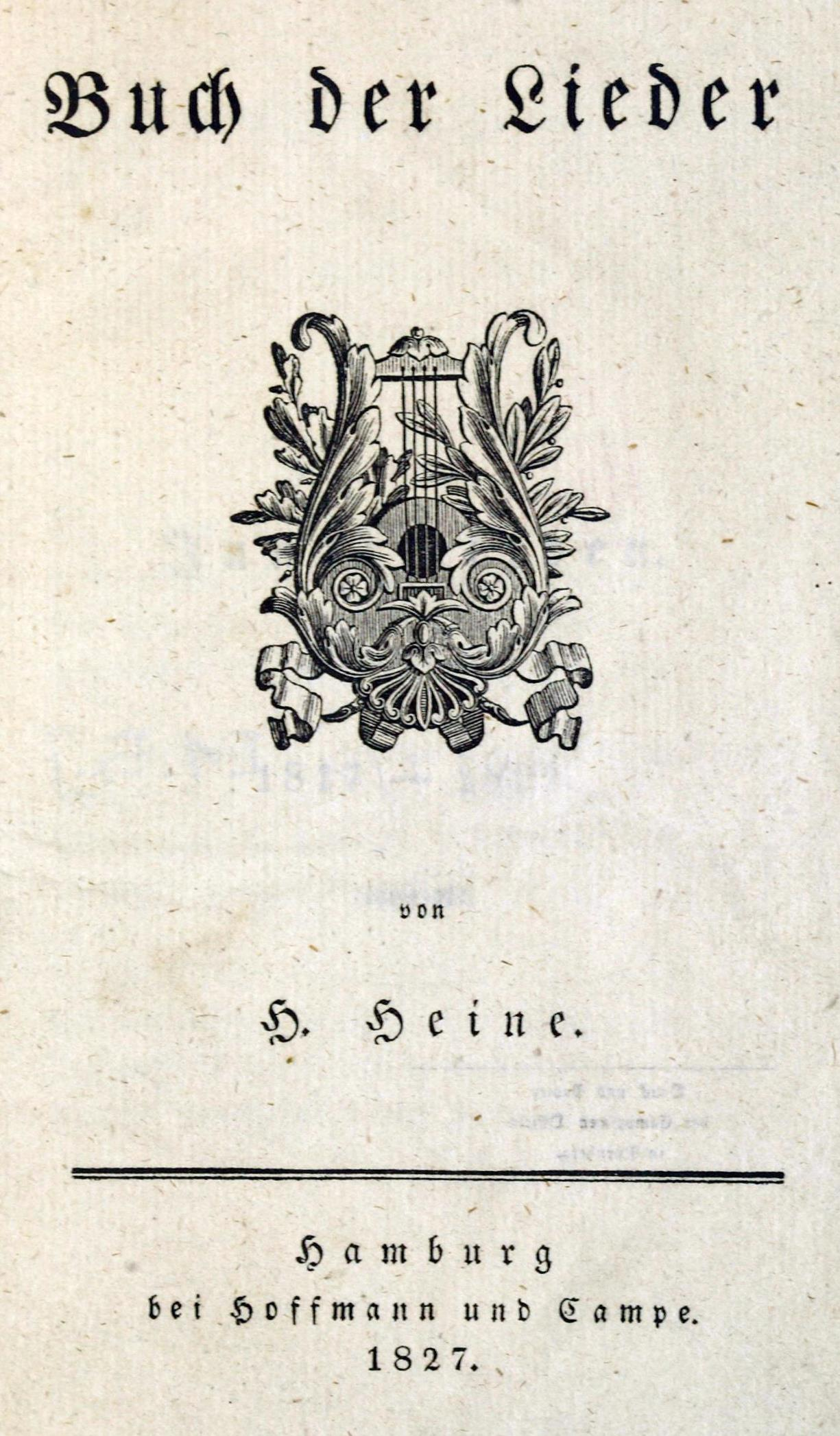
Heinrich Heine :, publié en 1827 par Hoffmann und Campe

Hoffmann und Campe est un éditeur de livres à Hambourg et fait partie du groupe d'édition Ganske (de).

## Histoire et programme
La maison d'édition est fondée en 1781 par Benjamin Gottlob Hoffmann (de) (1748-1818). En 1810, à l'époque française à Hambourg (de), la maison d'édition doit fusionner avec la maison d'édition de son gendre August Campe (de) (1773-1836) et est transformée par Julius Campe (de) (1792-1867) en l'un des plus grands éditeurs littéraires de langue allemande. Les débuts de la maison d'édition sont marqués par des auteurs tels que Heinrich Heine, Friedrich Hebbel, Ludwig Börne et d'autres écrivains jeunes du cercle de la Jeune-Allemagne.
Aujourd'hui, le programme de l'éditeur se caractérise principalement par des livres de non-fiction politique - Helmut Schmidt, Gerhard Schröder, Peer Steinbrück, Christian Lindner et Hans-Dietrich Genscher, entre autres, publiés avec Hoffmann et Campe - et des biographies de célébrités comme Arnold Schwarzenegger., Wolfgang Joop ou Wolfgang Niedecken (de), ainsi qu'à travers les œuvres d'auteurs internationaux à succès dans le secteur de la fiction, tels que Patricia Cornwell et Jeannette Walls, ainsi qu'à travers les œuvres de fiction d'auteurs germanophones importants tels que Matthias Politycki, Gerhard Henschel, Benjamin Lebert (de), Wolf Haas et Andrea Maria Schenkel. La maison d'édition abrite également des lauréats du prix Nobel de littérature tels que V. S. Naipaul, José Saramago.
À partir de 1948, la revue Merian (de) - le magazine mensuel des villes et des paysages est publiée. En 1950, Kurt Ganske (de) (1905-1979) rachète la maison d'édition. En 1969, la société Heinrich Heine Verlag est reprise. En 1978, l'éditeur acquiert une participation dans la société allemande d'édition de livres de poche (de). Le premier guide de voyage Merian DTV est arrivé sur le marché en 1981. L'hebdomadaire Die Woche (de) est publié de 1993 à 2002 en coopération avec Jahreszeiten Verlag (de). En 1990, H&C rachète Gräfe und Unzer (de) Verlag à Munich. L'édition allemande du Livre Guinness des records est publiée par Guinness Verlag, une coentreprise entre H&C et United Distillers & Vintners (Europe) qui existe depuis 1996. Depuis 1996, Hoffmann et Campe sont également impliqués dans le secteur du livre audio. En 1999, l'éditeur acquiert la maison munichoise LexMA (de) Verlag.
Hoffmann et Campe Verlag entretiennent un lien extraordinaire avec Siegfried Lenz, décédé en 2014 : depuis 1951, l'auteur d'après-guerre mondialement connu publie tous ses romans, nouvelles, essais et œuvres scéniques chez Hoffmann et Campe Verlag. Un discours de l'éditeur Thomas Ganske (de) à l'occasion de son 80e anniversaire témoigne également de la relation fidèle du narrateur avec son éditeur. L'anniversaire de Lenz, qui se termine par ces mots : « Je n'ai jamais pris cette fidélité pour acquis, et ce n'était certainement pas toujours la solution la plus simple. Je le vois comme un cadeau, comme une chance pour Hoffmann et Campe Verlag
De septembre 2013 à juin 2017, Daniel Kampa (anciennement Diogenes Verlag (de), Zurich) est directeur général. Il succède à Günter Berg, qui dirige la maison d'édition de 2004 à 2013. Kampa, qui créé son propre Kampa Verlag (de) à l'automne 2018, est suivi par Birgit Schmitz en tant que responsable de la publication du programme, qui a dirigé la maison d'édition avec Thomas PJ Feinen en tant que directeur commercial jusqu'en septembre 2019. Son successeur est Tim Jung,,
Au printemps 2019, Hoffmann et Campe publient en collaboration avec le magazine Katapult (de) le livre de cartes 100 Karten, die deine Sicht auf die Welt verändern. La couverture, le titre, la composition, la mise en page et la relecture sont réalisés par les créateurs de Katapult. En avril 2020, Hoffmann et Campe, avec la collaboration de deux auteurs indépendants de Die Zeit, publient un livre similaire en apparence et en contenu (Gute Karten – Deutschland, wie Sie es noch nie gesehen haben). Le rédacteur en chef du magazine Katapult, Benjamin Fredrich (de), accuse ensuite l'éditeur et ses auteurs Fischer et Mensch d'avoir copié presque entièrement le livre et son contenu du magazine Katapult,,,. Hoffmann und Campe Verlag rejettent fermement ces allégations,,

## Hoffmann und Campe X
Hoffmann und Campe X est une GmbH indépendante au sein du groupe Ganske qui se concentre sur le marketing de contenu. L'unité de marketing de contenu produit des médias pour les entreprises. Les exemples incluent BMW Magazin (de), results de la Deutsche Bank, Stories  pour les librairies Thalia, les séries de livres pour ZF Friedrichshafen, les campagnes telles que Mannis Räuberjagd pour la caisse d'épargne d'Hambourg (de) ou Wempe Magazin. Jusqu'à mi-2016, la filiale d'édition fondée en 1996 s'appelle Hoffmann and Campe Corporate Publishing GmbH ; elle est rebaptisée à l'occasion du Best of Content Marketing (de) à l'été 2016.

## Atlantik Verlag
Hoffmann und Campe Verlag fondent Atlantic Verlag, dont le premier programme paraît au printemps 2014. Le programme comprend des œuvres de fiction, de non-fiction et des livres-cadeaux. Des anthologies sont également publiées par Atlantic Publishing,. Les auteurs de la programmation de l'automne 2014 sont Ece Temelkuran, Christopher Morley et Hélène Grémillon. Dans le cadre de la nouvelle édition des œuvres de Georges Simenon par Daniel Kampa, les éditions de poche de tous les romans de Maigret ainsi que 50 romans non-Maigret seront publiées par Atlantic, comme cela a été annoncé en janvier 2018

## Bâtiment d'édition
En 1941, lorsque la famille Ganske acquiert une participation de 50% dans la maison d'édition Hoffmann und Campe, celle-ci est encore située au centre-ville de Hambourg, dans le complexe immobilier Neuer Wall (de) 70/74. Dans les années 1950, Hoffmann et Campe ont déménagé à Harvestehuder Weg (de). Le complexe d'édition qui y existe aujourd'hui, composé de quatre maisons aux histoires et architectures différentes, est situé dans le quartier Harvestehuder Weg no 41 à 45,